# George Olesen
George Olesen (New York, 6 dicembre 1924 – Palm City, 15 ottobre 2013) è stato un fumettista statunitense, uno dei più prolifici artisti dell'Uomo mascherato.

## Carriera
Dopo aver prestato servizio come pilota di B-24 durante la Seconda guerra mondiale, studia illustrazione all'American Art School e al Pratt Institute. Inizia la carriera come illustratore pubblicitario, ma ben presto approda al fumetto lavorando per editori come Hillman, St. John, Street and Smith, Toby, Ziff–Davis, Dell's Four Color Comics, Atlas e Toby Press. La sua produzione maggiore riguarda però i fumetti per i quotidiani, soprattutto nel ruolo di ghost artist: prima lavora con Ray Gotto su Ozark Ike (1952), poi con Fred Harman su Red Ryder. Nel frattempo collabora per 5 anni con la NBC TV-news e disegna per riviste pulp come Fantastic Adventures.
La svolta arriva nel 1962, quando diventa assistente di Sy Barry sulle tavole domenicali dell'Uomo Mascherato. La sua collaborazione al personaggio avviene in diversi periodi: dopo una prima fase terminata nel 1974, vi fa ritorno dal 1976 al 1984 e poi dal 1988 al 2000. Nel periodo 1980/1981 estende la sua attività di ghost artist anche alle strisce quotidiane, di cui diventa il matitista titolare dopo il ritiro di Barry (1994): da questo momento i suoi disegni saranno inchiostrati da Keith Williams sulle strisce quotidiane e Fred Fredericks sulle tavole domenicali. Nel 1991, intanto, disegna anche due storie destinate al mercato scandinavo. Lasciata la produzione domenicale nel 2000 a Graham Nolan, si ritira definitivamente nel 2005 e il suo posto sulle strips viene ereditato da Paul Ryan.
George Olesen morirà il 15 ottobre 2013, assistito dalla moglie Rigmor.